# Unión Colorada y Batllista
La Unión Colorada y Batllista (UCB) es un sector del Partido Colorado de Uruguay. 

## Orígenes
Originada en la Lista 14 del Partido Colorado. Su nombre "Batllista" hace clara alusión a la herencia de contenidos programáticos originados en las dos presidencias de José Batlle y Ordóñez. No obstante las ideas socialdemócratas, se fue perfilando como un sector de corte cada vez más conservador.

## Integrantes
Los miembros más prominentes de este sector fueron Óscar Diego Gestido y Jorge Pacheco Areco, sucesivamente  Presidentes de la República entre 1967 y 1972. Entre sus figuras principales cabe mencionar a los senadores Raumar Jude y Pedro Cersósimo y a los diputados Eugenio Capeche, Mario Cantón, Óscar Magurno y Ángel Fachinetti.

## Evolución y crecimiento
Durante el gobierno de Pacheco, hubo una nutrida adhesión a su gestión presidencial, fundamentalmente entre amas de casa, jubilados, comerciantes, industriales, policías y militares. Según los analistas políticos e historiadores, Pacheco fue "una figura polarizante del electorado". A su movimiento político se lo comenzó a llamar, popularmente, "pachequismo". Por el contrario, sus detractores, fundamentalmente estudiantes, obreros, gremialistas y militantes de izquierda en general, hablaban de "pachecato", aludiendo a su presidencia como una virtual dictadura. 
En el entorno del presidente Pacheco se creó un movimiento procurando su reelección. En la elección de 1971 este sector compareció con el nombre de Unión Nacional Reeleccionista, impulsando la reelección por vía plebiscitaria de Pacheco. Dicha reelección no prosperó; pero la votación del sector, además de elevar a Juan María Bordaberry a la Presidencia, le valió la mayor bancada parlamentaria de su historia, con 7 senadores y 27 diputados.

## La UCB después de la presidencia de Pacheco
El respaldo de Pacheco al proyecto constitucional impulsado por los militares en 1980 le costó a la postre que su sector perdiera la primacía dentro del Partido Colorado; además de diferencias entre sus dirigentes, como Raumar Jude, que militó por el No.
Luego de la dictadura, Pacheco se volvió a postular en tres ocasiones a la Presidencia; el respaldo electoral en la interna colorada fue fluctuante: del 23% en 1984, el 48% en 1989 y apenas el 8% en 1994. 
En todo caso, fue un sector populista, y sus actores fueron no pocas veces acusados de demagogia; es recordada la imagen de Pacheco en la campaña electoral de 1989, leyendo sus discursos públicos y rechazando absolutamente todas las entrevistas de la prensa (en escasas ocasiones accedió a responder un cuestionario por escrito). Pero por otra parte, hay quienes ven en el Pacheco de la postdictadura a un hombre con vocación de cooperar; en efecto, los tres gobiernos que hubo inmediatamente después del retorno a la democracia (Julio María Sanguinetti en dos ocasiones y Luis Alberto Lacalle) recibieron el sólido respaldo de Pacheco y de varios de sus legisladores. Destacable fue su actitud con el blanco Lacalle: en palabras del propio Pacheco, no le puso "ni un guijarro en el camino", y le dio un decisivo respaldo a la Ley de Empresas Públicas (muy lejos de la actitud de los colorados en 1959, de no darle "ni un vaso de agua a los blancos").
En 1994 fue elegido su último diputado, Jorge Pacheco Klein; la magra votación del sector ocasionó el alejamiento de numerosos dirigentes como Óscar Magurno y Jude. En 1998 fallece Pacheco, su hijo renuncia a la banca parlamentaria que es ocupada por su primer suplente Alberto Iglesias, y este enarbola el liderazgo del sector. A lo largo de los primeros años del siglo XXI, la derecha colorada fue experimentando una crisis de indefinición y de falta de convocatoria.

## Actualidad

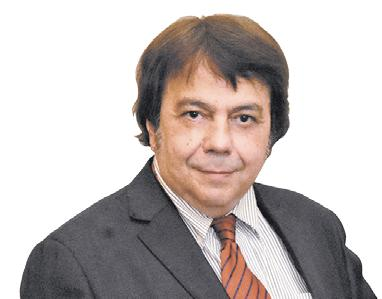
Ricardo Alba, actual líder del Pachequismo

La UCB no ha vuelto a obtener representación parlamentaria hasta la fecha. Alberto Iglesias ocupó un sillón en el Comité Ejecutivo Nacional del Partido Colorado, y apoyó la precandidatura de Pedro Bordaberry de cara a las elecciones internas de junio de 2009. 
En el 2014, aun liderados por Iglesias apoyaron la Precandidatura de José Amorin de cara a las elecciones internas de Uruguay de 2014. En el 2019 cambiaron de líder al Ex Embajador ante la ONU, Jorge Azar y apoyaron la Precandidatura de Julio María Sanguinetti.
En las elecciones presidenciales de 2009 comparecieron con la denominación "Uruguay es posible", y tuvieron su propia lista al Senado encabezada por Alberto Iglesias.
A partir del 2019 el pachequismo es un sublema de la Agrupación Nacional Pachequismo Siglo XXI que es liderada por Ricardo Alba, su Secretario General. 